# Megachile rubripes
Megachile rubripes är en biart som beskrevs av Morawitz 1875. Megachile rubripes ingår i släktet tapetserarbin, och familjen buksamlarbin. Inga underarter finns listade i Catalogue of Life.